# الجزیره انگلیسی
شبکه الجزیره انگلیسی (انگلیسی: Al Jazeera English) یک شبکهٔ ماهواره‌ای انگلیسی زبان است که در سال ۲۰۰۶ در دوحه پایتخت قطر تأسیس شد و یکی از زیرمجموعه‌های شبکه رسانه‌ای الجزیره می‌باشد.